# نيكي لاودا
أندريس نيكولاس لاودا «نيكي» (ولد في 22 فبراير 1949) هو متسابق فورمولا ون سابق نال لقب بطل العالم للفورمولا ون ثلاث مرات عام 1975 وعام 1977 وعام 1984. أدار في أواخر حياته مشروع طيران حيث أنه قام بتأسيس وإدارة مشروعي خطوط جوية (لاودا إير ونيكي). وقد كان أيضاً مدير فريق جاغوار لسباق فورمولا ون لمدة سنتين. عمل فيما بعد خبيرًا للتلفاز الألماني خلال سباقات عطل نهاية الأسبوع، ومدير غير تنفيذي لفريق فورمولا ون لمارسيدس أي إم جي بتروناس (بالألمانية: Petronas AMG). أصيب لاودا إصابة خطرة خلال سباق الجائزة الكبرى الألماني في حلبة نوربورغرينغ، حيث اشتعلت خلاله سيارة الفيراري الخاصة به فكاد أن يموت بعد استنشاقه للأبخرة السامة الساخنة وإصابته بحروق بالغة، لكنه تعافى ورجع إلى السباق مجدداً بعد ستة أسابيع فقط في سباق الجائزة الكبرى في إيطاليا، إلا أن ندوب الإصابة التي حدثت له جعلته مشوهًا بشكل دائم.

## سنوات السباق الأولى
ولد نيكي لاودا لعائلة غنية في يوم 22 فبراير من عام 1949 في مدينة فيينا في النمسا، وكان جده لأبيه من مواليد فيينا رجل الأعمال هانز لاودا،
وأصبح نيكي لاودا قائد سيارات متسابق بالرغم من عدم موافقة عائلته. بعد بدايته في سباقات سيارات الميني، انتقل لاودا إلى سباقات الفورمولا في (أو فورمولا فولكس واجن) حيث كان هذا تسلسل أحداث طبيعي في وسط أوروبا، لكنه انتقل بسرعة إلى قيادة سيارتي بورش وشيفرون رياضيتين خاصة.
مع مسيرته المتعثرة، قام بأخذ قرض مصرفي بقيمة 30,000 يورو مضمون ببوليصة تأمين الحياة، حتى يتمكن من شراء طريقة إلى فريق مارش المبتدئ ويصبح قائد فورمولا 2 في عام 1971, وبسبب معارضة عائلته، كان على عداء مستمر معهم بسبب طموحه المتعلق بالسباق السيارات فقطع سبل التواصل بهم، وقد تمت ترقيته بسرعة إلى فريق الفورمولا 1 ولكنه قاد سيارة مارش في فورمولا 1 وفورمولا 2 في عام 1972. وبالرغم من أن سيارات الفورمولا 2 كانت جيدة (وقد أبهرت مهارات قيادة لاودا رئيس فريق مارش روبن هرد), إلا أن أداء فريق مارش عام 1972 في موسم فورمولا 1 كان كارثياً. كان لاودا سريعاً جداً لكن الفريق كان في انحدار، إلا أن فرصته الكبيرة ظهرت عندما غادر زميله في الفريق كلاي ريغازوني لكي ينضم مرة أخرى إلى فريق فيراري عام 1974, حيث قام مالك الفريق إنزو فيراري بسؤاله عن رأيه في لاودا، تحدث رغازوني بما في صالح لاودا فقام فريق فيراري بالتوقيع معه فوراُ بمرتب يفي بتسديد ديونه.
فيراري 1974-1977
بعد بداية فاشلة فيراري بإعادة تنظيمهم كلياً تحت إدارة لوكا دي مونتيزيمولو وإطلاقهم من جديد عام 1974, وكوفئ أمل الفريق الذي كان معلقاً بقليل الشهرة لاودا بسرعة باحتلاله المركز الثاني في السباقه الأول مع الفريق، الواقع في افتتاح الموسم لسباق الجائزة الكبرى في الأرجنتين. أول فوز له في سباق الجائزة الكبرى والفوز الأول لفيراري منذ عام 1972, تبعه فقط ثلاثة سباقات في سباق الجائزة الكبرى في إسبانيا، بالرغم من أن لاودا كان بطل الموسم، بالإضافة إلى حصوله على موقف أول المنطلقين في السباق ست مرات على التوالي، وقد أدى خليط الخبرة والميكانيكية غير الموثوقة بلاودا للفوز فقط بسباقٍ واحد في تلك السنة، في سباق الجائزة الكبرى في هولاندا، وقد احتل المركز الرابع في بطولة السائقين وأظهر التزاماً كبيراً باختبار وتحسين السيارة.
بدأ موسم عام 1975 للفورمولا ون ببطئ بالنسبة للاودا، لكن بعد احتلاله لمراكز ليست أعلى من المركز الخامس في السباقات الأربع الأولى، فاز بعدها بأربع من أصل خمس سباقات في سيارة فيراري 312T الجديدة، وكان فوزه الأول في بطولة العالم حيث احتل المركز الثالث في سباق الجائزة الكبرى الإيطالي في مونزا، وفاز بالسباق ريغازوني زميله في الفريق فانتزعت فيراري لقب بطولة صنّاع السيارات منذ 11 سنة، لاحقاً حاز لاودا على فوزه الخامس في آخر سباق في السنة، في سباق الجائزة الكبرى في الولايات المتحدة في حلبة واتكينز جلين، وأصبح أيضاً أول سائق يقطع حلبة نوربورغرينغ نوردسشلييفي في أقل من 7 دقائق، وهو ما يعتبر إنجاز كبير حيث أن قسم نوردسشلييفي من حلبة نوربورغرينغ كان أطول بميلين منه الآن، ولاودا لم يكن ممن ينبهرون بمظاهر النجاح، فكان مشهوراً بإعطاء أي كؤوس يربحها لمرآبه المحلي مقابل غسل وخدمة سياراته.
خلافاً لعام 1975, وعلى الرغم من التوتر بين لاودا وخليفتة دي مونتيزيمولو، وهو دانييل أوديتو، فقد سيطر لاودا في بداية الموسم فورمولا ون عام 1976، وفاز في أربع من السباقات الستة الأولى وحصل على المركز الثاني في السباقين الآخريين، وبحلول موعد فوزه الخامس في السنة، في سباق الجائزة الكبرى البريطاني، كان محصول نقاطه أكثر من ضعف نقاط أقرب منافسيه جودي شيكتر وجيمس هانت، وظهر ثاني لقب لبطولة العالم على التوالي الذي شكلياً، وبحلول موعد فوزه الخامس في السنة، في سباق الجائزة الكبرى البريطاني، كان محصول نقاطه أكثر من ضعف نقاط أقرب منافسيه جودي شيكتر وجيمس هانت، وظهر ثاني لقب لبطولة العالم على التوالي الذي شكلياً، إذ سيكون هذا الإنجاز الفذ لم يتحقق من قبل منذ انتصارات جاك برابهام في عام 1959 و 1960، كما أنه بدا مستعداً للفوز في معظم السباقات في موسم، وهو رقم قياسي الذي حققه الراحل جيم كلارك منذ عام 1963.
 قبل أسبوع من سباق الجائزة الكبرى الألماني لعام 1976  الواقع في حلبة نوربورغرينغ، على الرغم من أنه كان أسرع سائق في تلك الدائرة ذلك الوقت، إلا أن لاودا قام بحث زملائه السائقين إلى وقف السباق، السبب لحد كبير يرجع إلى ترتيبات السلامة للمسار ذو 23 كيلومتر (14 ميل), فصوت معظم السائقين برفض الإيقاف فلم يوقف السباق، وفي الأول من أغسطس 1976, وخلال اللفة الثانية في المنحنى الأيسر السريع جداَ قبل بيرغورك، دخل لاودا في حادث حيث انحرفت سيارة فراري الخاصة به خارج المسار وضربت في الحاجز فاشتعلت بألسنة اللهب وتصادمت بسيارة المتسابق بريت لانجير ذات طراز فورد من فريق سورتيز، على عكس لانجير، كان لاودا محاصراً في الحطام، وصل السائقين آرتورو ميرزاريو وانجير وغي إدواردز وهارالد أرتل إلى مكان الحادث بعد لحظات قليلة، ولكن قبل أن يسحبوا لاودا من سيارته، أصيب بحروق بالغة في رأسه واستنشق الغازات السامة الساخنة التي أتلفت رئتيه ودمه، كما أن لاودا كان يرتدي خوذة معدلة، فانضغط الإسفنج وانزلق عن رأسه بعد وقوع الحادث، مما ترك وجهه معرض للنار، وبالرغم من أن لاودا كان واعياً وقادراً على الوقوف بعد الحادث على الفور، إلا أنه وقع في غيبوبة لاحقاً.
عانى لاودا من ندوب بالغة إلى رأسه نتيجة الحروق التي تعرض لها، مما أدى إلى فقدان جزء كبير من أذنه اليمنى وفقد كذلك الشعر في الجانب الأيمن من رأسه وحاجبيه وجفنيه، واختار الحد من الجراحة الترميمية لاستبدال الجفون وجعلهما يعملان بشكل صحيح، فقد كان يلبس قبعة دوماً منذ وقوع الحادث لتغطية الندوب على رأسه، وقد نسق مع الرعاة لاستخدام القبعة للإعلان عليها.
مع خروج لاودا من المنافسة، عُين كارلوس ريوتمان كبديل له، قاطع فريق فيراري سباق الجائزة الكبرى النمساوي احتجاجاً على ما اعتبروه معاملة تفضيلية أظهرت تجاه سائق فريق مكلارين جيمس هانت في السباقات الكبرى البريطانية والإسبانية.
المثير للدهشة أن لاودا عاد للسباق بعد ستة أسابيع فقط (بعد سباقين)، حيث ظهر في مؤتمر مونزا الصحفي مع الحروق الطازجة التي لا تزال مضمدة، وقد احتل المركز الرابع في سباق الجائزة الكبرى الإيطالي، على الرغم من كونه خائف جداَ، كما اعتراف، ويتذكر صحفي الفورمولا ون نايجل روبوك رؤية لاودا في نقطة الانطلاق في السباق وهو يفك الضمادة الملطخة بالدماء من فروة رأسه المشوهه، وكان يجب عليه ارتداء خوذة معدة خصيصاً حتى لا يشعر بالكثير من الانزعاج، في غياب لاودا، كان هانت قد أطلق تهمة متأخرة للحد من تقدم لاودا في ترتيب بطولة العالم، وبعد الفوز في سباقات الجائزة الكبرى في الولايات المتحدة وكندا، كان ترتيب هانت متراجع خلف لاودا بثلاث نقاط فقط، قبل السباق الختامي للموسم وهو سباق الجائزة الكبرى الياباني.
تأهل لاودا ثالثاً، بترتيب واحد خلف هانت، ولكن في يوم السباق كان هناك أمطار غزيرة فانسحب لاودا بعد جولتين من السباق، وقال لاحقاً أنه شعر بأنه من غير الآمن مواصلة السباق في ظل هذه الظروف، خصوصاً أن عينيه تدمع بشكل مفرط بسبب تضرر القنوات الدمعية من الحريق وعدم القدرة على والرمش، تصدر هانت السباق لكثير من الوقت قبل أن تتقرح إطارات سيارته والتوقف حتمي في نقطة الانطلاقة بعد توقفه لتغيير الإطارات جعله يتراجع في الترتيب، واستطاع العودة محتلاً المركز الثالث، وبالتالي فاز باللقب بفارق نقطة واحدة. كانت العلاقة لاودا جيدة مع فيراري في السابق لكنها تأثرت بشدة من جراء قراره بالانسحاب من السباق، وقد عانى من موسم عام 1977 الصعب، على الرغم من سهولة الفوز في البطولة من خلال التنسيق بدلاً من الوتيرة المستمرة، كان لاودا يكره زميله الجديد ريوتمان، الذي كان قد خدم من قبل كسائق بديل له في حين كان لاودا خارج المسابقة، لم يكن لاودا مرتاحاً لخطوة فيراري هذه وشعر بأن فريق فيراري خذله، «لم نكن قادرين على تحمل بعضنا، وبدلاً من تخفيف الضغط عني، وضعوا ضغطاَ أكثر من خلال جلب كارلوس ريوتمان في الفريق.» فبعد أن أعلن عن قراره باستقاله من فيراري في نهاية الموسم، خرج لاودا من فيراري قبل نهاية الموسم بسبب قرار الفريق لتوظيف جيلز فيلنوف غير المعروف بسيارة ثالثة في سباق الجائزة الكبرى الكندي. برابهام وأول تقاعد 1978-1981
بعد أن انضم إلى فريق برابهام في عام 1978 مقابل مرتب يقدر بمليون دولار، قضى لاودا موسمين فاشلة، أبرزها سباقه الوحيد بسيارة من تصميم فريق برابهام وهي سيارة برابهام (BT46B)، وهو تصميم جذري عرف باسم السيارة المروحة Car Fan: فازت السيارة بالسباق الأول والوحيد لها في سباق الجائزة الكبرى السويدي، ولكن فريق برابهام لم يستخدامها مرة أخرى في فورمولا ون؛ لكن الفرق الأخرى احتجت على قانونية السيارة المروجة، أما مالك فريق برابهام بيرني إيكلستون، الذي كان في ذلك الوقت كان يناور لاكتساب حقوق فورمولا ون التجارية، لم يكن يريد خوض معركة طويلة حول السيارة، لكن بقي الفوز بالسباق في السويد رسمياً، وبدأت سيارة برابهام (BT46) ألفا روميو موسم 1978 في السباق الثالث في جنوب أفريقيا، وكانت سيارة BT46 مليئة بمشاكل تقنية مختلفة معظمهم طفيفة، مما أجبر لاودا على ترك السيارة في 9 من أصل 14 سباقا، ومع ذلك، عندما أصلحت السيارة، أدت أداء جيد، مع فوز لاودا في مباراته الوحيد للسيارة مروحة في السويد، والفوز في إيطاليا أيضا، فضلا عن احتلاه المركز الثاني في مونتريال وبريطانيا العظمى، والثالث في هولندا، وفي سباق الجائزة الكبرى الكندي في عام 1979، أبلغ لاودا فريق برابهام إنه يود أن يتقاعد على الفور، كما أنه لم يعد يرغب في «الدوران في حلقة مفرغة», رجع لاودا، والذي كان قد أسس شركة الطيران، إلى النمسا لإدارة الشركة بدوام كامل.

## عودة ماكلارين والتقاعد الثاني 1982- 1985
في عام 1982 عاد لاودا إلى التسابق، بعد تجربة ناجحة مع فريق مكلارين، كانت المشكلة الوحيدة هي إقناع راعي الفريق شركة مارلبورو بأنه لا يزال قادرا على الفوز، أثبت لاودا أنه لا يزال قادرة تماماً على الفوز، عندما فاز بسباق الجائزة الكبرى في لونغ بيتش، في سباقه الثالث بعد عودته، وقبل السباق، في حلبة سباق كيالامي في جنوب أفريقيا، كان لاودا منظم ما يسمى «بضربة السائقين»؛ وقد رأى لاودا أن الرخصة الخارقة Super-License الجديدة تتطلب من السائقين الإلتزام بفرقهم الحالية، وأدرك أن هذا يمكن أن يعوق موقف السائق التفاوضي. باستثناء تيو فابي، تحصن السائقين في جناح الحفلات في فندق بارك سانيسايد حتى فازوا في اليوم، وفاز لاودا بلقب بطولة العالم ثالث في عام 1984 بفارق نصف نقطة على زميله ألان بروست، ويرجع ذلك فقط إلى النصف نقطة حصل عليها عام 1984 سباق موناكو المختصر، فوزه بسباق الجائزة الكبرى النمساوي تلك السنة، كان المرة الوحيدة التي فاز فيها نمساوي بسباق الجائزة الكبرى في وطنه، في البداية، لم يكن لاودا يريد بأن يصبح بروست زميله، كما أنه أظهر منافسة أسرع بكثير، ومع ذلك، وخلال فترة الموسمين معاً، حضوا بعلاقة طيبة، واستمر كامل الموسم بهيمنة لاودا وبروست، بفوزهما بـ 12 من أصل 16 سباقاً، حيث فاز لاودا بخمسة سباقات، في حين كان بروست قادراً على الفوز بسبعة سباقات، حيث أن لاودا استطاع أن يسجل رقماً قياسياً لأكثر المنطلقين الأوائل في موسم واحد، خلال موسم عام 1975، وكان نادراً ما يقابل زميله في التصفيات على الرغم من فوز لاودا بالبطولة في استوريل، فقد اضطر للبدء بالمركز الحادي عشر على الشبكة، في حين كان بروست في الصف الأمامي، إلا أن لاودا كان قادراً على احتلال المرتبة الثانية، وعلى الحصول على اللقب.
أما عام 1985 فقد كان موسم غير مثمر على لاودا، أحد عشر انسحاب من أصل أربعة عشر سباقات بدأها، فهو لم يبدأ سباق الجائزة الكبرى البلجيكي على حلبة سبا فرانكورشان بعد إصابته بحادث وحدوث كسر في رسغه خلال التدريب، وغاب في وقت لاحق عن سباق الجائزة الكبرى الأوروبي في براندز هاتش؛ فحل محله جون واتسون لذلك السباق، وتمكن من احتلال المركز الرابع في سباق الجائزة الكبرى لسان مارينو، والمركز الخامس في سباق الجائزة الكبرى الألماني، وفاز بسباق واحد في سباق الجائزة الكبرى الهولندي، وأثبت هذا بأنه آخر فوز له في سباق الجائزة الكبرى، وآخر سباق للجائزة الكبرى للفورمولا ون عقد في هولندا، تقاعد لاودا نهائياً في نهاية ذلك الموسم.

## روابط خارجية
- نيكي لاودا على موقع IMDb (الإنجليزية)
- نيكي لاودا على موقع ميتاكريتيك (الإنجليزية)
- نيكي لاودا على موقع الموسوعة البريطانية (الإنجليزية)
- نيكي لاودا على موقع روتن توميتوز (الإنجليزية)
- نيكي لاودا على موقع مونزينجر (الألمانية)
- نيكي لاودا على موقع أول موفي (الإنجليزية)
- نيكي لاودا على موقع ديسكوغز (الإنجليزية)
- نيكي لاودا على موقع قاعدة بيانات الفيلم (الإنجليزية)
- نيكي لاودا على موقع Racing-Reference.info (الإنجليزية)
- نيكي لاودا على موقع DriverDB.com (الإنجليزية)